# Doppio agguato
Doppio agguato è una miniserie televisiva italiana diretta da Renato De Maria e trasmessa per la prima volta nell'ottobre del 2003 su Canale 5.
La miniserie è liberamente ispirata al rapimento dell'industriale del caffè Dante Belardinelli, rapito il 30 maggio 1989 vicino a Firenze dall'Anonima sarda.

## Trama

### 1ª parte
Firenze 30 maggio 1989, Dante Belardinelli viene rapito sotto gli occhi della figlia Chiara da una cellula di rapitori appartenenti all'Anonima Sarda, con una richiesta di riscatto di 4 miliardi di lire. Quando ormai manca una settimana alla data del pagamento la Polizia comandata dal commissario Anna Milesi non è riuscita a trovare nulla e quindi la procura, dato che ci sono già stati negli anni precedenti casi simili in cui l'ostaggio non ha fatto ritorno a casa nonostante il pagamento del riscatto, decide di chiedere l'intervento dei NOCS. Purtroppo il periodo non è dei migliori: in piena estate quasi tutti gli uomini o sono già in missione o sono in ferie, e l'unico uomo disponibile è il Comandante Valerio Attico, che ha appena finito l'addestramento di una decina di nuove reclute. Il capo dei NOCS quindi lo chiama all'azione, obbligandolo a dare l'ennesima delusione alla propria famiglia, con cui ha già molti problemi: sua figlia Stella ha una malformazione cardiaca e lui non riesce a coniugare lavoro e famiglia (infatti è separato dalla moglie Carla).
Il Comandante dei NOCS quindi è obbligato a organizzare in fretta e furia una squadra, composta da Nicola, suo vice e grande amico, Paolo, ex-agente rimasto ferito in una precedente operazione ed indebolito dall'alcol, e quattro nuove reclute: Pietro, miglior tiratore, Ettore, bravo in tutto, Luca, non grandissimo tiratore ma ottimo pilota, e infine Marco, forse la recluta migliore ma poco disciplinato, che nella settimana di preparazione mette in pericolo l'intera squadra andandosene nel cuore della notte di nascosto rischiando di far scoprire tutti. Neanche i rapporti con la Polizia di Firenze sono rosei dato che la Milesi ritiene pericoloso l'intervento di Valerio e dei suoi uomini.
Le cose poi diventano ancora più difficili, perché Stella ha una crisi cardiaca e dev'essere operata d'urgenza, quindi Valerio deve scegliere: lasciare l'operazione per starle vicino, o non andare da lei per non abbandonare la squadra ma rischiando di perdere sia la figlia che l'affetto dell'ex-moglie. Grazie alla sollecitazione di Nicola, Valerio decide per la prima volta di non seguire le regole, quindi decide di andare di nascosto in ospedale, appena in tempo per stare con la figlia prima che entri in sala operatoria. Appena Stella entra, sopraggiunge la Milesi, che comunica a Valerio che la banda ha improvvisamente anticipato la data di consegna al giorno successivo.

### 2ª parte
I rapitori, intuito che dietro la consegna del riscatto c'è molto probabilmente la polizia, per metterli in difficoltà tecniche chiedono che il riscatto sia consegnato in una Fiat Panda e che a guidarla sia una donna.
Questo ruolo verrà ricoperto dal commissario Milesi, anche se Attico sarà molto contrariato. Il tranello sembra funzionare, ma a Nicola che è disteso sui sedili posteriori della macchina viene un crampo e quindi risulta necessario fare uno scambio con il rischio di essere scoperti. Con l'aiuto di Paolo, Luca e Pietro lo scambio riesce e Nicola è sostituito da Marco, ma purtroppo Lucignolo, il capo della banda dei rapitori che sin dall'inizio del viaggio ha continuamente seguito la Panda, capisce che c'è qualcosa di sospetto, perciò fa seguire ancora più attentamente l'auto finché un altro dei rapitori riconosce Valerio, che giorni prima era venuto a casa Belardinelli travestito da operaio dell'Enel; capisce che è un poliziotto: infatti, in quel frangente, i rapitori avevano intuito che si trattava di una visita della polizia.
Al casello di San Cesareo a Roma, scoppia un conflitto a fuoco in cui Nicola e Lucignolo restano feriti mentre gli altri rapitori muoiono.
Ricoverato in ospedale, Lucignolo confessa a Valerio l'indirizzo del nascondiglio di Belardinelli.
Il 3 agosto 1989, in un paese tra Grosseto e Viterbo, i NOCS comandati da Valerio liberano Belardinelli e arrestano gli altri rapitori mentre intanto Stella, in ospedale, riesce a superare l'intervento.

## Curiosità
- Luca Zingaretti aveva già vestito i panni di un ufficiale di Polizia costretto a riorganizzare una giovane squadra nella miniserie televisiva Operazione Odissea del 2000.
- Nella realtà, la macchina utilizzata per consegnare il riscatto non fu una Fiat Panda, ma una Fiat 126.
- Nella realtà ci fu davvero un poliziotto che fu ferito nel conflitto a fuoco e perse un occhio. Nello scontro a fuoco tra NOCS e criminali vi furono due rapitori morti e due feriti e arrestati, mentre nel film i banditi uccisi sono cinque e uno solo arrestato.
- Il rapimento di Belardinelli nel film avviene con una BMW, ma in realtà avvenne con una Fiat Croma.
- La miniserie è ambientata nel 1989, ma alcune delle automobili, così come alcune attrezzature utilizzate dagli agenti, non coincidono con l'epoca.